# Маленький патріот
Маленький патріот (англ. The Little Patriot) — американський пригодницький фільм 1995 року.

## Сюжет
Історія про героїчні пригоди Джеймса Тодда, маленького хлопчика з американського заходу. Під час війни за незалежність США, британські війська нападають на його рідне місто і спалюють до тла. Джеймс потрапляє в полон до безжалісного майора Смайта. Батько залишає свій загін ополчення, щоб врятувати хлопчика, в чому йому допомагає хороший індіанець.

## У ролях
- Ден Хеггерті — полковник Роуз
- Райан Вошберн — Джеймс Тодд
- Жаклін Конкс — Беккі Тодд
- Джон Крістіан Інгвордсен — Самуель Тодд
- Джон Вейнер — Текхене
- Рік Вошберн — майор Смайт
- Джефф Маццола — сержант Корнуолл